# Ciocile
Ciocile is een Roemeense gemeente in het district Brăila.
Ciocile telt 2959 inwoners.